# Билет в рай (фильм, 2022)
«Билет в рай» (англ. Ticket to Paradise) — художественный фильм режиссёра Ола Паркера. В главных ролях Джордж Клуни, Джулия Робертс и Билли Лурд.
Мировая премьера фильма состоялась в Барселоне 8 сентября 2022 года, в Великобритании фильм вышел в прокат 20 сентября 2022 года. Фильм собрал 122 миллиона долларов в мировом прокате и получил смешанные отзывы критиков.

## Сюжет
Выпускница Чикагского университета Рен Батлер сопровождает свою лучшую подругу Лили в поездке на Бали после окончания учебы. После того, как Лили неожиданно решает выйти замуж за местного жителя, её разведённые родители пытаются удержать дочь от той же ошибки, которую они совершили 25 лет назад. Тем временем Рен остается на Бали на время праздников и влюбляется в местного врача.

## В ролях
- Джордж Клуни — Дэвит Коттон
- Джулия Робертс — Джорджия Коттон
- Кейтлин Дивер — Лили Коттон
- Билли Лурд — Рен Батлер
- Максим Буттье — Геде
- Люка Браво — Пол

## Производство
О начале работы над фильмом стало известно 26 февраля 2021 года. Главные роли достались Джорджу Клуни и Джулии Робертс, а режиссёрское кресло занял Ол Паркер. «Билет в рай» станет четвёртой совместной работой Клуни и Робертс после фильмов «Одиннадцать друзей Оушена», «Двенадцать друзей Оушена», «Признание опасного человека» и «Денежный монстр». Deadline.com отметил, что киностудия Universal планирует выпустить фильм в кинотеатрах. Инсайдеры также сообщили, что руководители киностудии Universal поспешили воспрепятствовать стриминговым сервисам в получении прав на распространение фильма.
9 марта 2021 года министр связи и искусств Австралии Пол Флетчер объявил, что съёмки будут проходить в Квинсленде, в частности на островах Уитсанди, Голд-Косте и Брисбене. В своём заявлении он говорит, что фильм получит грант в размере 6,4 миллиона австралийских долларов (4,92 миллиона долларов США). Билли Лурд и Кейтлин Дивер присоединились к актёрскому составу в апреле 2021 года, а Лукас Браво — в октябре. Съёмки начались в ноябре 2021 года. Курорт Палм-Бэй на Лонг-Айленде также будет использоваться в качестве места съёмок.

#### Съемки
Сцену прибытия Дэвида и Джорджии на Бали, как и большинство пляжных сцен, снимали на острове, расположенном восточнее Австралии - Хейслвуд, в бухте Кейт.

## Релиз
Премьера фильма запланирована на 21 октября 2022 года. Первоначально премьера была запланирована на 30 сентября 2022 года.

## Отзывы и оценки
На сайте Rotten Tomatoes фильм имеет рейтинг 56 % основанный на 198 отзывах, со средней оценкой 5.60/10. Консенсус критиков гласит: «Фильм, возможно, и не отправит зрителей в землю обетованную, но это воссоединение пары звездных актёров всё равно будет приятным времяпрепровождением».